# Le Portrait spirituel
 (juillet 2025).
Pour plus de détails, voir Fiche technique et Distribution.
Le Portrait spirituel ou Le Portrait spirite est un film de Georges Méliès sorti en 1903 au début du cinéma muet.

## Synopsis
Un magicien transforme une femme en portrait, puis lui redonne vie.

## Distribution
- Georges Méliès